# 5772 Johnlambert
5772 Johnlambert è un asteroide della fascia principale. Scoperto nel 1988, presenta un'orbita caratterizzata da un semiasse maggiore pari a 2,5540586 UA e da un'eccentricità di 0,1290303, inclinata di 12,25561° rispetto all'eclittica. Sulla base di osservazioni effettuate tra l'agosto ed il settembre 2021 è stato scoperto che è un asteroide binario con un periodo di 17,98 ± 0,01 ore.